# Faicchio
Faicchio là một đô thị ở tỉnh Benevento trong vùng Campania, có vị trí khoảng 50 km về phía đông bắc của Napoli và khoảng 30 km về phía tây bắc của Benevento. Tại thời điểm ngày 31 tháng 12 năm 2004, đô thị này có dân số 3.867 người và diện tích là 43,9 km².
Faicchio giáp các đô thị: Cusano Mutri, Gioia Sannitica, Puglianello, Ruviano, San Lorenzello, San Salvatore Telesino.